# Neuffener Hörnle-Jusenberg

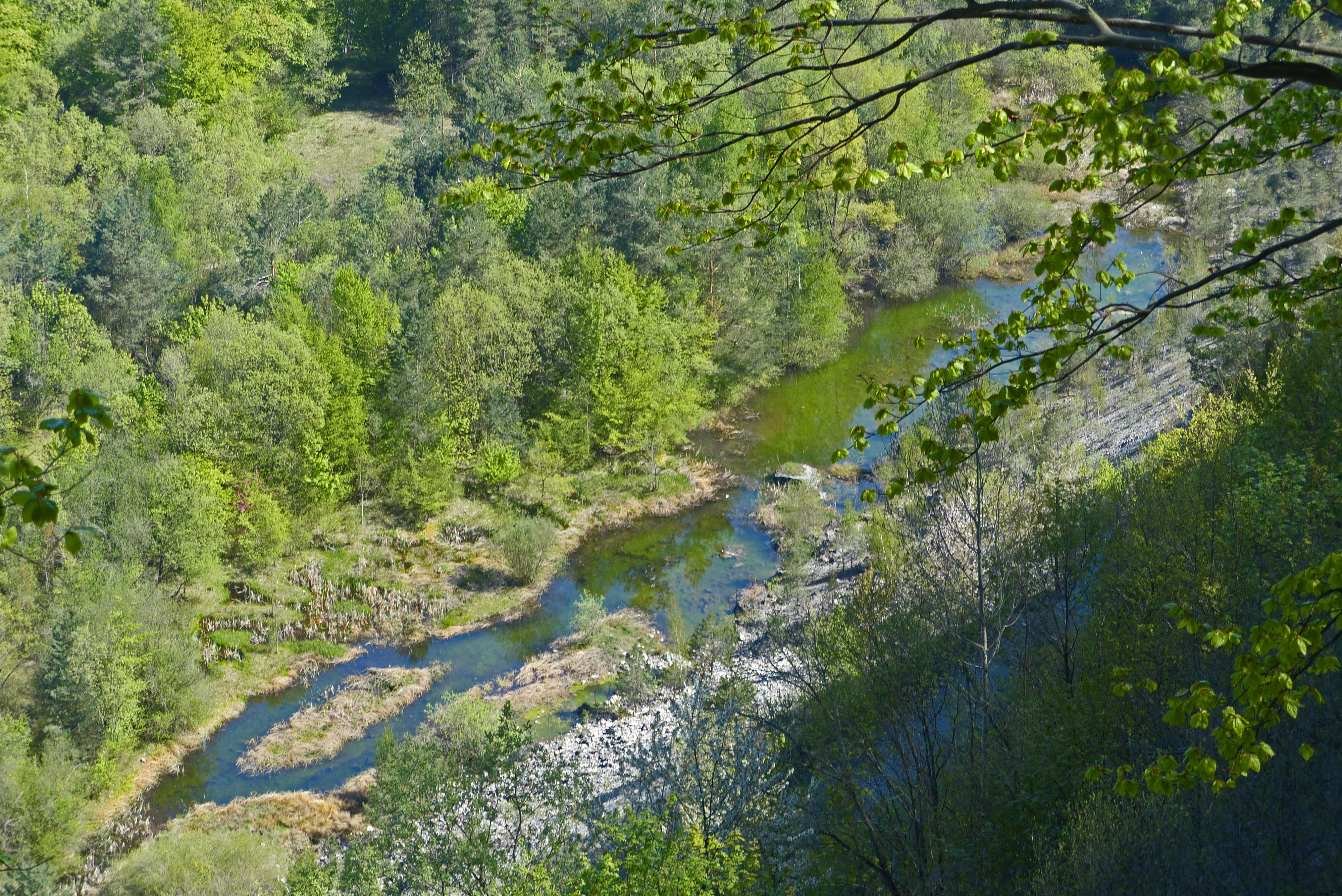
Feuchtbiotop im Steinbruchgrund

Das Gebiet Neuffener Hörnle-Jusenberg ist ein mit Verordnung des Regierungspräsidiums Stuttgart vom 21. November 1997 ausgewiesenes Naturschutzgebiet (NSG-Nummer 1.226) im Gebiet der Gemeinde Neuffen im baden-württembergischen Landkreis Esslingen. Das Naturschutzgebiet liegt vollständig im Biosphärengebiet Schwäbische Alb.

## Geschichte
Im Jahr 1902 begann das Zementwerk Nürtingen am Hörnle mit dem Abbau von Kalkstein und Mergel. Wie einer Infotafel auf dem Hörnle zu entnehmen ist, entbrannte in den 50er-Jahren ein Streit um den weiteren Abbau. Es ging dabei um den vollständigen Abbau des Hörnles und damit um den Durchbruch des Bergrückens ins Ermstal. Das Zementwerk erhielt schließlich eine bis 1974 befristete Abbaugenehmigung, die sich auf den nördlichen Teil des Hörnles beschränkte. Ende der 1970er-Jahre wurde damit begonnen, das Gelände zu rekultivieren. Um die bis zu 130 Meter hohe Felswand optisch zu untergliedern, pflanzte man auf den vier Bermen Gehölze an. Die Steinbruchsohle erhielt eine unregelmäßige Überdeckung mit Rohboden. Nachdem das ganze Gelände eingezäunt wurde, entwickelt sich das Gebiet seit 1980 nahezu ohne menschlichen Einfluss. Die entstandenen Lebensräume für Pflanzen und Tiere reichen von extrem trockenen Standorten in der Felswand bis zu kleinen Tümpeln in der Steinbruchsohle.

## Lage und Schutzzweck
Das 48,0 Hektar (ha) große Naturschutzgebiet liegt südwestlich von Neuffen und nordöstlich von Dettingen an der Erms. Es liegt an der Grenze der Naturräume 094 Mittlere Kuppenalb und 101 Mittleres Albvorland innerhalb der naturräumlichen Haupteinheit 10 – Schwäbisches Keuper-Lias-Land.
Der Steinbruch ist unter dem Namen Aufgelassener Steinbruch am Hörnle SW Neuffen auch als Geotop geschützt.
Das Gebiet besteht aus zwei Teilen, dem stillgelegten Steinbruch und dem sich Richtung Jusi anschließenden Hangwald am Jusenberg. Eine Besonderheit auf dem Bergrücken am Jusenberg ist der Eichen-Trockenwald mit Kreuzungen aus Flaum- und Trauben-Eiche sowie Blaurotem Steinsamen in der Krautschicht. Wesentlicher Schutzzweck ist die Erhaltung der vielfältigen, biologisch wertvolle Biotopstrukturen als Lebensraum gefährdeter Tiere und Pflanzen sowie die Erhaltung der strukturreichen Waldflächen mit ihrer jeweils typischen Strauch- und Krautschicht. Außerdem soll die Bruchwand des ehemaligen Steinbruchs als geologischer Aufschluss im Oberjura (Weißjura) erhalten werden. Die Gesteine bestehen aus einem auffallenden Wechsel von hellen, festeren Kalksteinen und dunkleren Mergeln. Zutage treten Impressamergel, Wohlgeschichtete Kalke, Lacunosamergel und Untere Felsenkalke (Weißjura α, β, γ, δ). Die natürliche Sukzession wird auf kleineren Teilflächen aus Artenschutzgründen geduldet.
Artenreich ist die Vogelwelt, über 100 Vogelarten kommen hier vor, darunter Baumfalke, Sperber, Steinschmätzer, Wanderfalke, Uhu und Kolkrabe. Die Tümpel sind ein Paradies für Amphibien, für die besonders geschützte Gelbbauchunke, aber auch für Molche, Grasfrösche und Erdkröten. Daneben sind Lebensräume für Reptilien, Schmetterlinge, Libellen, Wildbienen und Käfer vorhanden.